# Friedrich Roose
Friedrich Roose (* 17. April 1767 in Limburg an der Lahn; † 29. April 1818 in Wien) war ein Schauspieler und Theaterregisseur.

## Leben
Friedrich Roose war Sohn eines Amtmanns. 1783 ging er nach Mainz. Hier hörte er Vorlesungen in Jura und Philosophie. In dieser Zeit erwarb er sich ein fundiertes Wissen über Ästhetik und Literatur. Nach einem Jurastudium in Heidelberg war unter dem Künstlernamen Rosolvi bei verschiedenen Wanderbühnen engagiert. Engagements brachten ihn unter anderem nach Bayreuth, Leipzig und Regensburg. 1794 wurde er der Erste Liebhaber in der Schauspieltruppe von Caroline Schuch, die nach ihrem Tod von ihrem Sohn  Karl Steinberg geleitet wurde und abwechselnd in Danzig und Königsberg spielte. Hier wurde er von August von Kotzebue entdeckt. Als dieser 1798 zum Theaterdirektor am Hofburgtheater in Wien  ernannt wurde, engagierte er ihn nach Wien und förderte ihn. Er blieb bis zu seinem Tod in Wien. Mit seiner Frau Betty Roose war er seit 1799 verheiratet. Gemeinsame Gastspielreisen führten sie im Juli 1801 nach Mannheim und im Juli 1804 nach Breslau. Ab 1802 war er am Hofburgtheater auch als Regisseur tätig. Sein letzter Auftritt war im Januar 1818.
Hauptrollen, die er auf der Bühne verkörperte, waren unter anderem Hamlet und Güldenstern in Hamlet, Macbeth so wie Torquato Tasso.